# Nitzan Hanochi
Nitzan Hanochi, né le 10 juin 1986 à Kfar Saba en Israël, est un basketteur professionnel israélien. Il évolue au poste d'ailier.

## Clubs
- 2004-2005 :  Maccabi Givat Shmuel (1re division)
- 2005-2008 :  Bnei Hasharon (1re division)
- 2008-2009 :  Ironi Nahariya (1re division)
- 2009-2010 :  Hapoël Afoula (1re division)
- 2010-2013 :  Maccabi Rishon LeZion (1re division)
- 2013-2014 :  Hapoël Eilat (1re division)
- 2014-2018 :  Maccabi Rishon LeZion (1re division)
- 2018-2021 :  Bnei Herzliya (1re division)